# Anormogomphus heteropterus
Anormogomphus heteropterus är en trollsländeart som först beskrevs av Selys 1854.  Anormogomphus heteropterus ingår i släktet Anormogomphus och familjen flodtrollsländor. IUCN kategoriserar arten globalt som livskraftig. Inga underarter finns listade i Catalogue of Life.